# Epitranus oxytelus
Epitranus oxytelus är en stekelart som beskrevs av Boucek 1982. Epitranus oxytelus ingår i släktet Epitranus och familjen bredlårsteklar. Inga underarter finns listade i Catalogue of Life.